# 安東尼·紀登斯
安東尼·紀登斯，紀登斯男爵（英語：Anthony Giddens, Baron Giddens；1938年1月18日—），英國社会学家。他以他的结构理论（Theory of structuration）与对当代社会的整體論（Holistic view）而闻名。他被认为是当代社会学領域中有卓越贡献的学者者之一，他写了至少34本著作，被以至少29种语言发行，並且以平均一年一本以上的著作速度为学术贡献。2007年，吉登斯被列为人文学科中被引用次数第五多的作家。他在全世界约二十所不同的大学中担任学术职务，并获得过许多荣誉学位。
他的学术生涯可分为四个主要阶段。第一阶段是勾勒社会学新愿景，在对经典著作进行批判性重新诠释的基础上，提出了对该领域的理论和方法论理解。他在这一时期的主要著作包括《资本主义与现代社会理论》（1971）和《先进社会的阶级构成》（1973）。在第二阶段，吉登斯提出了结构化理论，这是对结构与能动性的分析，其中二者都不占首要地位。他在这一时期的著作，如《社会学方法的新规则》（1976）、《社会理论的核心问题》（1979）和《社会的构建》（1984）等，为他在社会学领域带来了国际声誉。吉登斯学术工作的第三个阶段关注现代性、全球化和政治，尤其是现代性对社会和个人生活的影响。这一阶段体现在他对后现代性的批判以及对新的"乌托邦现实主义"式的第三条道路的讨论，这在《现代性的后果》（1990）、《现代性与自我认同》（1991）、《亲密关系的变革》（1992）、《超越左与右》（1994）和《第三条道路》（1998 年）中可见一斑。吉登斯的雄心壮志既在于重塑社会理论，也在于重新审视我们对现代性发展和轨迹的理解。
1959年畢業於赫爾大學，主修心理學與社會學。隨後他獲得倫敦政治經濟學院的社會學碩士，並於劍橋大學國王學院獲得博士學位。1961年開始於萊斯特大學教授社會心理學，並於1969年開始受聘於英國劍橋大學，主要講授社會學，但直到1987年才取得正式教授資格。紀登斯對劍橋貢獻匪淺，他創辦了PPSIS（政治心理社會與國際學門，Faculty of Politics, Psychology, Sociology and International Studies），是劍橋經濟學院的下屬部門，同時也於1985年創政體出版社（Polity Press）。
在最近的阶段，吉登斯将注意力转向与世界社会演变相关的更具体的问题，即环境问题，特别关注有关气候变化的争论，并在他的著作《气候变化的政治》的连续版本中进行了分析。（2009）；欧盟在动荡而强大的大陆中的作用和性质（2014）；并在一系列讲座和演讲中介绍了数字革命的性质和后果。
《民族-国家与暴力》是他的名著。他被描述成自從約翰·梅納德·凱恩斯以來最有名的社會科學學者。安東尼·紀登斯與布萊爾提倡的「第三條路」政策也影響了英國甚至其他國家的政策。
吉登斯于 1997 年至 2003 年间担任伦敦经济学院院长，现为社会学系名誉教授。他是剑桥大学国王学院的终身研究员。根据开放教学大纲项目（Open Syllabus Projec]）吉登斯是大学社会学课程大纲中最常被引用的作者。

## 传记
吉登斯出生于 1938 年 1 月 18 日，在伦敦埃德蒙顿出生并长大，成长于一个中下阶层家庭，是伦敦交通局一名职员的儿子。他就读于明兴登文法学校（Minchenden Grammar School）。他是家里第一个上大学的成员。吉登斯于 1959 年在赫尔大学获得社会学和心理学联合学士学位，随后在伦敦经济学院获得硕士学位，师从大卫·洛克伍德 (David Lockwood)和阿舍尔·特罗普 (Asher Tropp)。他后来在剑桥大学国王学院获得博士学位。1961年，吉登斯开始在他在莱斯特大学教授社会心理学。在被认为是英国社会学的温床之一的莱斯特，他遇到了诺伯特·埃利亚斯并开始致力于自己的理论立场。1969 年，吉登斯被任命为剑桥大学的一个职位，后来他帮助创建了社会与政治科学委员会（SPS，现为HSPS）。
吉登斯作为剑桥大学国王学院的研究员在剑桥工作了多年，最终在1987年被提升为正教授。他是 Polity Press(1985)的联合创始人。1997年至2003年，他担任伦敦经济学院院长和公共政策研究所顾问委员会成员。他也是托尼·布莱尔的顾问。吉登斯的第三条道路一直是布莱尔的政治指导思想。他在英国政治辩论中直言不讳，支持左中翼工党，并在媒体上露面和发表文章(其中许多发表在新政治家)。
他于2004年6月被授予终身贵族，名为吉登斯男爵，位于绍斯盖特恩菲爾德區并代表工党在上议院任职。他是许多学术荣誉的获得者。

## 工作

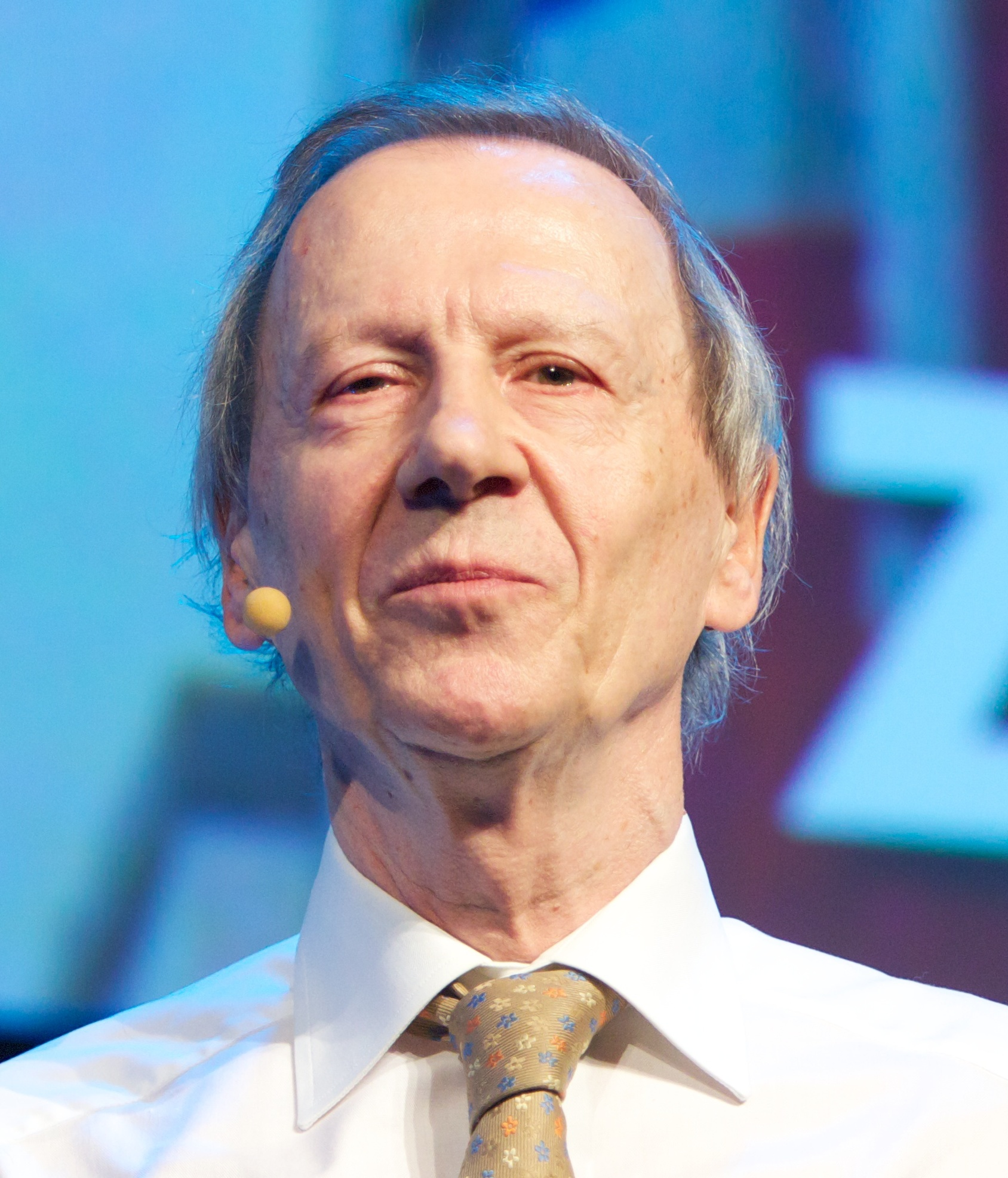
纪登斯在2011年零排放资源组织会议上说

### 概述
Giddens著有超过34本书和200篇文章、论文和评论，对社会科学领域最显著的发展做出了贡献，除了研究设计和方法。他撰写了对大多数主要学派和人物的评论，并在微观社会学和宏观社会学中使用了大多数社会学范式。他的著作范围从抽象的、元理论的问题到非常直接和“接地气”的学生教科书。他的教科书《社会学》(第9版，Polity)销量超过100万册。
最后，他还以跨学科的方法而闻名。吉登斯不仅评论了社会学的发展，还评论了人类学、考古学、心理学、哲学、历史、语言学、经济学、社会工作以及最近的政治学。鉴于他的知识和著作，人们可以把他一生的大部分工作看作是社会学理论的一种伟大的综合。

### 社会学的本质
在1976年之前，纪登斯的大部分作品都对各种作家、流派和传统进行了批判性的评论。纪登斯反对当时占主导地位的结构功能主义(以塔尔科特·帕森斯为代表)，同时批评进化论和历史唯物主义。在《资本主义与现代社会理论》(1971)中，他考察了马克斯·韦伯、埃米尔·涂尔干和卡尔·马克思的著作，认为尽管他们的研究方法不同，但他们都关注资本主义和社会关系之间的联系。纪登斯强调了社会建构主义、现代性和制度的社会结构，并将社会学定义为:“[T]对过去两三个世纪的工业转型所带来的社会制度的研究。”
在《社会学方法的新规则》(1976)一书中，纪登斯试图解释社会学应该如何进行，并解决了一个长期存在的分歧:一些理论家优先考虑结构功能主义研究社会生活(着眼于社会的大局)，而另一些理论家则强调微观社会学-日常生活对个人意味着什么。在《新规则》中，他指出，迪尔凯姆发明的功能主义方法将社会视为自身的现实，而不是简化为个人。他拒绝了迪尔凯姆的实证主义范式，后者试图预测社会如何运作，而忽略了个人所理解的意义。纪登斯指出:"社会只有形式，而这种形式只对人有影响，只要结构是在人们的行为中产生和复制的。
纪登斯对比了迪尔凯姆和韦伯的方法——解释社会学——侧重于理解能动性(哲学)和个人的动机。纪登斯比迪尔凯姆更接近韦伯，但在他的分析中，他拒绝了这两种方法，他指出，虽然社会不是一个集体现实，但个人也不应该被视为分析的中心单位。相反，他使用来自解释社会学的解释学传统逻辑来论证代理在社会学理论中的重要性，声称人类社会行为者总是在某种程度上了解他们在做什么。因此，社会秩序是一些预先计划好的社会行为的结果，而不是自动的进化反应。与自然科学不同，社会学家必须解释一个社会世界，而这个社会世界已经被居住在其中的行动者所解释。根据纪登斯的观点，存在着一种结构的二元性，通过这种二元性，作为研究的主要单位的社会实践既具有结构成分，又具有代理成分。结构性环境限制了个人行为，但也使之成为可能。他还指出了一种特殊形式的社会循环的存在。社会学概念一旦形成，就会渗透到日常生活中，改变人们的思维方式。由于社会行为者具有自反性，并监测正在进行的活动和结构条件，他们根据自己不断发展的理解调整自己的行动。因此，社会科学知识实际上会改变人类的社会活动。纪登斯把社会科学知识和人类实践之间的这种双层的、解释性的和辩证的关系称为双重解释学。纪登斯还强调了权力的重要性，权力是达到目的的手段，因此与每个人的行为直接相关。权力是人们改变社会和物质世界的变革能力，它与知识和时空密切相关。在“新规则”中，纪登斯特别写道:.
社会学不是关于一个预先给定的对象的宇宙，宇宙是由主体的积极行为构成或产生的。
- 因此，社会的生产和再生产必须被视为社会成员的熟练表演。
- 人类能动的领域是有限的。个人创造了社会，但他们是作为历史定位的行动者，而不是在他们自己选择的条件下这样做的。
- 必须将结构概念化，不仅作为对人类能动性的约束，而且作为推动者。
- 结构过程涉及意义、规范和权力的相互作用。
- 社会学观察者不能独立地把社会生活作为一种现象来观察，而不把他对社会生活的知识作为一种资源，在这种资源中，他把社会生活构成一个调查的主题。
- 沉浸在一种生活形式中是观察者能够产生这种特征的必要和唯一手段。

社会学概念因此服从双重解释学。
总而言之，社会学分析的主要任务如下:
在社会科学的描述性元语言中对不同生活形式的解释学解释和调解。
1. 将社会的生产和再生产解释为能动性(哲学)的完成结果。

### 结构
纪登斯的结构理论探讨的问题是，究竟是个人力量还是社会力量塑造了我们的社会现实。他回避极端立场，认为人虽然不能完全自由地选择自己的行为，人的知识是有限的，但人是复制社会结构并导致社会变革的能动者。他的观点在现代主义诗人华莱士·史蒂文斯(Wallace Stevens)的哲学中得到了呼应，史蒂文斯认为，我们生活在世界作用于我们时所采取的形式与我们想象强加给世界的秩序观念之间的张力中。纪登斯写道，结构和行为之间的联系是社会理论的基本要素，結構與能動性是一种二元性，不能分开来构想，他的主要论点包含在他的表达“结构的二元性”中。在基本层面上，这意味着人们创造社会，但同时也受到社会的约束。动作和结构不能分开分析，因为结构是通过动作创造、维持和改变的，而动作只有通过结构的背景才被赋予有意义的形式。因果关系是双向的，因此不可能确定什么在改变什么。用纪登斯在《新规则》中自己的话来说:“社会结构既由人的能动性构成，又同时是这种构成的媒介。”
在这方面，纪登斯将结构定义为涉及人类行为的规则和资源的组成。因此，规则约束了行动，而资源使之成为可能。他还区分了系统和结构。系统显示结构属性，但它们本身不是结构。他在他的文章《功能主义Functionalism: après la lutte》(1976)中指出:“研究一个社会系统的结构，就是研究该系统通过应用生成规则和资源在社会互动中产生和再生产的模式。”
这种结构生产和再生产系统的过程被称为结构。这里的系统对纪登斯来说意味着“人类代理人的定位活动”("社会的构成")和"跨越时空的社会关系模式"。结构则是“个体行动者在再现社会系统的实践中所利用的规则和资源的集合”，“社会地图和秩序问题:对“社会人”的再评价”，《理论与科学》(2005)，实际上存在于"时空之外"。因此，结构化意味着在结构中形成的关系可以存在于时间和地点之外。换句话说，独立于创建它们的上下文。一个例子是老师和学生之间的关系。当他们在另一种环境中相遇时，比如在街上，他们之间的等级关系仍然保持不变。
结构可以作为行动的约束，但它也可以通过提供共同的意义框架来实现行动。以语言为例:语言的结构由句法规则表示，这些规则排除了某些单词的组合。然而，该结构也提供了允许新动作发生的规则，使我们能够创建新的、有意义的句子。结构不应该被理解为"简单地对人类机构施加约束，而是作为实现"。纪登斯认为，结构(传统、制度、道德规范和其他期望——既定的做事方式)通常是相当稳定的，但它们是可以改变的，尤其是当人们开始忽视它们、取代它们或以不同的方式复制它们时，它们会产生意想不到的后果。
演员或代理人采用与他们的文化相适应的社会规则，这些规则是他们通过社会化和经验学到的。这些规则连同它们所支配的资源一起用于社会互动。以这种方式使用的规则和资源不是确定性，但它们被有知识的参与者反射性地应用，尽管参与者的意识可能在任何给定时间仅限于他们的活动细节。因此，行动的结果是不能完全预测的。

### 微观与宏观之间的联系
结构在综合微观和宏观问题时非常有用。在微观层面上，个人的内在自我意识和身份认同，考虑一个家庭的例子，在这个家庭中，我们越来越自由地选择自己的伴侣，以及如何与他们相处，这创造了新的机会，但也带来了更多的工作，因为这种关系成为一种必须解释和维护的反射性项目。与此同时，这种微观层面的变化不能仅仅从个人层面来解释，因为人们并没有自发地改变他们对如何生活的看法，我们也不能假设他们是由社会机构和国家指导的。
在宏观层面上，主权国家和跨国公司跨国资本主义公司等社会组织，以全球化为例，为投资和发展提供了巨大的新机会，但危机——如亚洲金融危机——可以影响整个世界，远远超出它们最初发展的地方环境，最终但并非最不直接影响个人。对这些问题的严肃解释必须在宏观和微观力量的网络中找到某个地方。这些级别不应被视为互不相关，事实上它们彼此之间具有重要的关系。
为了说明这种关系，纪登斯讨论了发达国家对婚姻态度的变化。Giddens, 1999， <失控的世界:全球化如何重塑我们的生活>。伦敦:简介。他声称，任何仅仅从宏观或微观层面的原因来解释这一现象的努力都会导致一个因果循环。社会关系和可见性行为(微观层面的变化)与宗教的衰落和理性的兴起(宏观层面的变化)有关，但也与婚姻和性行为相关法律的变化(宏观层面的变化)有关，日常生活层面的不同实践和态度的变化(微观层面的变化)。实践和态度反过来会受到社会运动(例如，妇女解放和平等主义)的影响，这是一种宏观现象。然而，这些运动通常源于日常生活中的不满——一种微观现象。
所有这些都越来越多地与大众媒体联系在一起，大众媒体是我们主要的信息提供者之一。媒体不仅反映社会世界，而且还积极塑造社会世界，是现代反身性的核心。写道:
媒体在宣传许多现代生活方式方面的重要性应该是显而易见的。媒体提供的生活方式(社会学)或理想生活方式的范围可能是有限的，但与此同时，它通常比我们期望在日常生活中“偶然遇到”的范围更广。因此，现代媒体提供了可能性，颂扬了多样性，但也提供了对某些角色或生活方式的狭隘解释——这取决于你从哪里看。
纪登斯探讨的另一个例子是浪漫爱情的出现，吉登斯(《亲密关系的转变》)将其与自我认同的自我类型叙事的兴起联系起来，他说:“浪漫爱情将叙事的概念引入了个人的生活”。尽管性的历史清楚地表明激情和性不是现代现象，但据说浪漫爱情的话语是从18世纪后期发展起来的。浪漫主义，18 - 19世纪欧洲宏观层面的文化运动，促成了小说——一种相对较早的大众传媒形式的出现。小说的识字率和受欢迎程度的提高反馈到主流生活方式中，浪漫小说在微观层面上丰富了理想浪漫生活叙事的故事，使浪漫爱情在婚姻型关系中发挥了重要而公认的作用。
再考虑一下亲密关系的转变。纪登斯断言，亲密的社会关系已经变得民主化，因此伴侣之间的联系——即使是在婚姻中——与外部法律、法规或社会期望关系不大，而是基于两个人之间的内在理解——一种基于情感交流的信任纽带。在这种关系不复存在的地方，现代社会通常对这种关系的消失感到高兴。因此，我们拥有“日常生活中情感的民主”(Runaway World, 1999)
情感的民主——日常生活的民主化——是一种理想，或多或少可以在日常生活的不同背景中近似实现。在许多社会、文化和背景中，性压迫仍然是一种日常现象，这与现实相去甚远。在《亲密关系的转变》一书中，纪登斯介绍了可塑性行为的概念——从与生殖的内在联系中解放出来的性行为，因此对创新和实验开放。随着大规模避孕措施的出现，曾经只对精英开放的东西变得普遍起来，因为性取向和身份认同比过去变得更加灵活。这些变化是影响自我和自我认同的更广泛转变的一部分。
纪登斯不可避免地得出结论，所有的社会变革都源于微观和宏观层面力量的混合。

### 自我认同
吉登斯说，在后传统秩序中，自我认同是反射性的。 它不是一瞬间的品质，而是对一个人生命的描述。 吉登斯写道:
|                 | 一个人的身份不是从行为中找到的，也不是——虽然这很重要——在别人的反应中找到的，而是从保持某一特定叙述的能力中找到的。 个人的传记，如果要在日常生活中与他人保持经常的互动，就不能完全虚构。 它必须不断整合发生在外部世界的事件，并把它们归入关于自我的持续"故事"。安东尼（1991年）。 "现代性和自我认同。 "现代晚期自我与社会"。 政治出版社，第54页，{ISBN |
| ——9780745609324 | |

我们比以往任何时候都更容易获得信息，使我们能够反思我们行为的原因和后果。与此同时，我们面临着与我们的行动和我们对专家知识的依赖所带来的意想不到的后果有关的危险。我们创造、维护和修改一套传记叙事、社会角色和生活方式(社会学)——关于我们是谁以及我们如何来到现在的地方的故事。我们越来越自由地选择我们想做什么和我们想成为什么样的人，尽管吉登斯认为财富给了我们更多的选择。然而，更多的选择既可以让人解脱，也可以让人烦恼。解放的意义在于增加一个人自我实现的可能性，而烦恼的形式是增加情绪压力和分析可用选择所需的时间，并将我们日益意识到的风险最小化，或者吉登斯总结为制造的不确定性。在早期的传统社会中，我们会有这样的叙述和社会角色，在后传统社会中，我们通常被迫自己创造一个。正如吉登斯所说:“该怎么办?如何行动?是谁?这些都是生活在晚期现代环境中的每个人的焦点问题，在某种程度上，我们所有人都可以通过话语或日常社会行为来回答这些问题。

### 现代性
吉登斯最近的研究一直关注不同历史时期社会制度的特征。吉登斯也认为，我们这个时代有一些非常具体的变化。然而，他认为这不是一个后现代时代，而只是一个“激进的现代性时代”。(2013)。现代性的后果。约翰威利父子公司。ISBN 9780804718912。(类似于齐格蒙特·鲍曼的流动的现代性的概念)，由塑造前一个时代的相同社会力量的延伸产生。尽管如此，吉登斯区分了前现代、现代和晚期或高度现代社会，并没有否认已经发生了重要的变化，而是对这些变化采取了中立的立场，他说这些变化既提供了前所未有的机会，也提供了前所未有的危险。他还强调，我们并没有真正超越现代性，因为它只是一种发达的、去传统化的、激进化的晚期现代性。因此，对吉登斯来说，一些被称为后现代的现象只不过是发达现代性的最极端的例子。与乌尔里希·贝克和斯科特·拉什一样，他赞同“反思性现代化”这一术语，认为这是对与第二次现代性相关的过程的更准确的描述，因为它在早期的版本中反对自己，而不是反对传统主义，危及它所创造的制度，如民族国家、政党或核心家庭。
吉登斯专注于传统(前现代)文化与后传统(现代)文化的对比。在传统社会中，个人行为不需要广泛考虑，因为可用的选择已经确定(由习俗、传统等)。相比之下，在后传统社会中，由于法律和舆论的灵活性，人们(演员或代理人)对前几代人的先例的关注少了很多，他们有了更多的选择。然而，这意味着个人行动在采取之前需要更多的分析和思考。社会更多的是反身性(社会理论)和意识，这是吉登斯着迷的，他用从国家治理到亲密关系的例子来说明这一点。吉登斯特别研究了三个领域，即身份体验、亲密关系和政治制度。
根据吉登斯的说法，现代性最具决定性的属性是我们脱离了时间和空间。在前现代社会中，空间是人们活动的区域，时间是人们在活动时的体验。在现代社会中，社会空间不再受到人们活动的空间所设定的界限的限制。人们现在可以想象其他空间是什么样子，即使他从未去过那里。在这方面，吉登斯谈到了虚拟空间和虚拟时间。现代性的另一个独特属性在于知识领域。
在前现代社会，拥有知识的是长者，因为他们在时间和空间上是可定义的。在现代社会，我们必须依靠专家系统<!这篇文章不应该与专家系统的文章联系在一起，因为这篇文章的含义与Giddens和其他人的不同。——>。它们不存在于时间和空间中，但我们必须相信它们。即使我们相信他们，我们也知道有些事情可能会出错，因为我们必须承担风险。即使是我们使用的技术，以及将约束转化为手段的技术，也存在风险。因此，在当代社会中总是有一种高度的不确定性。也正是在这方面，吉登斯使用了一个庞然大物的形象，因为现代性被说成是一个在太空中旅行的无法控制的庞然大物。
人类试图引导它，但只要现代制度存在着所有的不确定性，那么我们就永远无法影响它的进程。这种不确定性可以通过将专家系统重新嵌入到我们习惯的结构中来管理。
另一个特点是在个人和机构层面上的反身性增强。后者需要解释，因为在现代制度中，总有一个部分是为了提高制度的有效性而研究制度本身。随着前现代社会向现代社会的过渡，语言变得越来越抽象，并在大学中制度化，这种增强的反身性得以实现。也正是在这方面，吉登斯谈到了双重解释学，因为每个行动都有两种解释。一种来自演员自己，另一种来自试图赋予他所观察的行为意义的研究者。然而，执行动作的行为人可以了解调查者的解释，从而改变他自己的解释，或者他进一步的行动路线。
根据吉登斯的观点，这就是实证科学在社会科学中永远不可能存在的原因，因为每次研究者试图确定行为的因果顺序时，参与者都可以改变他们进一步的行动路线。然而，问题在于，社会科学中相互矛盾的观点导致了人们的不感兴趣。例如，当科学家不同意温室效应时，人们就会退出这个领域，否认存在问题。因此，科学发展得越多，现代社会的不确定性就越多。在这方面，正如吉登斯所说，这款庞然大物变得更加无舵:
解放政治是生活机会的政治，生活政治是生活方式的政治。生活政治是一种反射性动员秩序的政治——晚期现代性体系——在个人和集体层面上，它从根本上改变了社会活动的存在参数。这是一种在反射性有序的环境中自我实现的政治，在这种环境中，反射性将自我和身体与全球范围的系统联系起来......生活政治关注的是在后传统背景下自我实现过程中产生的政治问题，在这种背景下，全球化的影响深深地侵入了自我的反思项目，相反，自我实现的过程影响了全球战略。
在《历史唯物主义的当代批判》一书中，吉登斯总结道:
不存在必要的社会变革的整体机制，不存在像阶级冲突那样的普遍的历史动力。
社会发展没有普遍的阶段或分期，这些被社会间系统和“时空边缘”(永远存在的外生变量)以及人类的能动性和社会固有的历史性(哲学)所排除。
1. 社会除了个人的需求之外没有其他需求，因此适应等概念不能恰当地应用于社会。

前资本主义社会是有阶级划分的，但只有资本主义社会才有阶级社会，其中有地方性的(生态)地方性的阶级冲突，政治和经济领域的分离，作为资本可以自由转让的财产，以及“自由的”劳动力和劳动力市场。
虽然阶级冲突是资本主义社会不可或缺的一部分，但没有目的论可以保证工人阶级作为普遍阶级的出现，也没有本体论可以证明否认以资本主义、工业主义、官僚化、监视和工业化为代表的现代社会的多重基础是正当的。
社会学，作为一门与现代性密切相关的学科，探讨了反身性社会理论反射性现实。

### 第三条路
在晚期和反思性现代性以及后稀缺经济的时代，政治学正在发生转变。吉登斯指出，“生活政治”(自我实现的政治)有可能比“解放政治”(不平等的政治)更加明显;新的社会运动可能比政党带来更多的社会变革;自我的反思性工程以及性别和两性关系的变化可能会通过“民主的民主化”引领我们进入一个新的时代“对话民主”，在这个时代，通过话语而不是暴力或权威的命令来解决分歧和安排实践。布莱克威尔
依靠他过去熟悉的反身性和系统整合的主题，将人们置于彼此之间和政府之间的信任和依赖的新关系中，吉登斯认为，左翼政治和右翼政治的政治概念现在由于许多因素而崩溃，最重要的是，缺乏一个明确的资本主义替代方案，基于社会阶级的政治机会逐渐消失，而基于生活方式选择的政治机会取而代之。
吉登斯不再解释事物是怎样的，而是更努力地倡导事物应该是怎样的。在《超越左右》(Beyond Left and Right, 1994)中，吉登斯批判了市场社会主义，并为重构的激进政治构建了六点框架:
1. 修复受损的团结。
2. 认识到生活政治的中心地位。
3. 接受积极的信任意味着生成政治。
4. 拥抱对话民主。
5. 重新思考福利国家。
6. 直面暴力。

《第三条道路:社会民主主义的复兴》(1998)提供了第三条道路的框架，吉登斯也将其称为激进中心，<参考b>吉登斯，安东尼(1998)。《第三条道路:社会民主主义的复兴》政体出版社，44-46页。ISBN 9780745622668</ref>对齐。此外，《第三条道路》提供了广泛的政策建议，目标是吉登斯所说的英国政治中的“进步主义b|进步主义中左翼”。根据吉登斯的说法:“第三条道路政治的总体目标应该是帮助公民在我们这个时代的重大革命中领路:全球化、个人生活的转变以及我们与自然的关系。”吉登斯对人类的未来仍然相当乐观:“没有任何一个个体、团体或运动，像马克思所说的无产阶级那样，能够承载人类的希望，但政治参与的许多方面都为乐观主义提供了很好的理由。”布莱克威尔
吉登斯抛弃了单一的、全面的、所有联系的意识形态或没有二元结构的政治纲领的可能性。相反，他主张从人们可以直接影响他们的家庭、工作场所或当地社区的小照片开始。对吉登斯来说，这是毫无意义的乌托邦主义和有用的乌托邦现实主义之间的区别，他将乌托邦现实主义定义为设想“可选择的未来，其传播可能有助于实现”(“现代性的后果”)。通过乌托邦，他的意思是这是一种新的和非凡的东西，通过现实，他强调这种想法植根于现有的社会进程，可以被视为他们的简单推断。这样一个未来的核心是更加社会所有权社会化，非军事化和关心地球的全球世界秩序，这些秩序在绿色、妇女与和平运动以及更广泛的民主运动中得到了不同的表达。布莱克威尔
第三条道路不仅仅是一个抽象理论的作品，因为它影响了世界各地的一系列中左翼政党——在欧洲、拉丁美洲和澳大利亚。安东尼·吉登斯(2001)。“全球第三条道路之争”。译林出版社。虽然与英国的新工党关系密切，但吉登斯与日常政治领域中对第三条道路的许多解释相分离。对他来说，这不是对新自由主义的屈服，也不是对资本主义市场经济主导地位的屈服。[参考文献]安东尼·吉登斯(2000)。“第三条道路及其批评者”。译林出版社。32页。关键是要超越市场原教旨主义和传统的国家社会主义，使中左翼的价值观在全球化世界中发挥作用。他认为，“对金融市场的监管是世界经济中最紧迫的问题”，“全球对自由贸易的承诺取决于有效的监管，而不是不需要监管”。安东尼·吉登斯(1998)。《第三条道路》;社会民主主义的复兴”。译林出版社。148 - 149页。ISBN 0745622666。

## 外部咨询

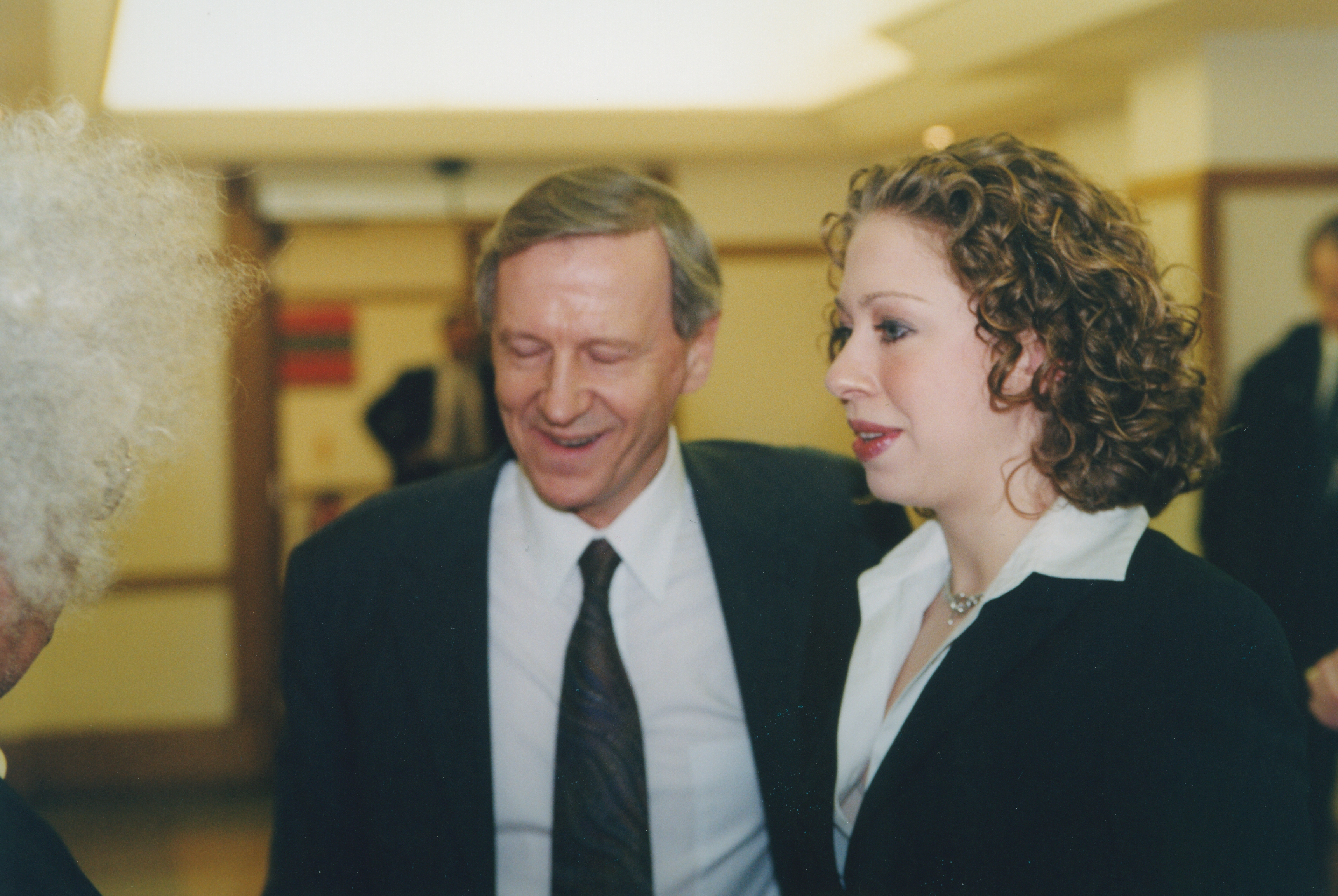
吉登斯和 切尔西·克林顿 伦敦经济学院2001

在2006年和2007年两次由波士顿咨询公司摩立特集团组织的利比亚之行中，吉登斯会见了穆阿迈尔·卡扎菲。吉登斯拒绝就他获得的经济补偿发表评论。在2011年3月报道，利比亚政府聘请Monitor Group担任公共关系事务顾问。据称，摩立特集团因开展“清洗运动”以改善利比亚形象而获得200万英镑的回报。摩立特集团在2006年7月写给利比亚高级官员阿卜杜拉·塞努西的信中写道:
我们将创建一个网络地图，以识别当今参与或对利比亚感兴趣的重要人物。我们将寻找并鼓励有兴趣发表有关利比亚的论文和文章的记者、学者和当代思想家。我们很高兴，经过多次对话，吉登斯勋爵现在接受了我们的邀请，将于7月访问利比亚.

我们将创建一个网络地图，以识别当今参与或对利比亚感兴趣的重要人物。我们将寻找并鼓励有兴趣发表有关利比亚的论文和文章的记者、学者和当代思想家。我们很高兴，经过多次对话，吉登斯勋爵现在接受了我们的邀请，将于7月访问利比亚.
吉登斯的第一次利比亚之行导致了“新政治家”，“国家报”和“共和国报”上发表了文章，他认为利比亚发生了翻天覆地的变化。他认为这个国家已经发生了巨大的变化。在《新政治家》中，他写道:“卡扎菲的‘转变’可能部分是出于逃避制裁的愿望，但我强烈感觉到这是真实的，背后有很多动力。”赛义夫·卡扎菲是利比亚复兴和潜在现代化背后的推动力量。然而，老卡扎菲正在授权这些进程。” 在第二次访问期间，摩立特集团组织了一个由三位思想家组成的小组(吉登斯、卡扎菲和《圣战与麦克世界》的作者本杰明·巴伯)，由大卫·弗罗斯特担任主席。
吉登斯这样评价他与卡扎菲的会面:“你通常与一位政治领袖相处半个小时左右。”他还回忆道:“我的谈话持续了三个多小时。卡扎菲很放松，显然喜欢智力对话。他喜欢“第三条道路”这个词，因为他自己的政治哲学就是这个想法的一个版本。他提出了许多聪明而有见地的观点。我离开时充满了活力和鼓舞。”

## 反身理论
吉登斯引入了反身性，在信息社会中，信息收集被认为是更好地保护国家的常规过程。信息收集被称为个性化的概念。个性是个性化的结果，因为人们有了更多明智的选择。政府掌握的关于一个人的信息越多，公民获得的权利就越多。收集信息的过程有助于政府识别国家公敌，挑出涉嫌策划反对国家活动的个人。技术的出现使国家安全达到了一个全新的水平。从历史上看，军队依靠武装力量来应对威胁。随着信息通信技术的发展，生物识别设备，生物识别扫描、翻译、实时程序以及其他相关的智能程序使识别恐怖活动比过去容易得多。对生物识别数据库中算法模式的分析为政府提供了新的线索。有关公民的数据可以通过身份和证件验证公司收集。因此，监测和信息通信技术与信息收集密切相关。换句话说，作为保护国家的严格保障措施，收集信息是必要的，可以防止迫在眉睫的攻击。

## 生活在一个高机遇、高风险的社会
近年来，吉登斯一直在积极探讨全球化的主题。他认为，世界社会日益增长的相互依存关系不仅是由世界经济日益一体化推动的，而且最重要的是由通信技术的巨大进步推动的。正如他在世纪之交之前在BBC里思讲座(BBC Reith Lectures)上所指出的那样,互联网还处于起步阶段。然而，现在它已经以一种前所未有的方式扩展，在日常层面上连接着世界各地的人们和组织，并深入到日常生活中。数十亿人可以使用它，而且这个数字每天都在增长。一个日益相互联系和联网的世界提供了许多优势和好处，但也带来了新的风险，其中一些风险本身就是全球性的。在21世纪，工作机会和风险前所未有地结合在一起。吉登斯提到了在全球范围内出现的“高机会、高风险社会”。安东尼·吉登斯(2014)。动荡而强大的大陆:欧洲的未来如何?剑桥:政体，第14页。ISBN 0745680968。从机遇和风险的角度来看，我们所处的领域是人类从未探索过的。我们事先不知道可能的平衡是什么，因为许多机会和风险都是相当新的，因为我们无法利用过去的历史来评估它们。
气候变化就是这些新的风险之一。在现代工业主义出现之前，没有任何其他文明能够像我们日常生活那样对自然进行干预，哪怕只是其中的一小部分。
从20世纪90年代中期开始，吉登斯的几本书就提到了气候变化，但直到2009年他的著作《气候变化的政治》出版后，才对气候变化进行了详细的讨论。吉登斯说，气候变化在全球范围内蔓延，对工业文明的未来构成了根本威胁。考虑到这种情况，他问道，为什么世界各国采取的应对措施如此之少。原因有很多，但最主要的原因是人类引起的气候变化本身的历史新奇性。以前没有任何文明对自然的干预程度与我们今天在日常生活中所做的程度相距甚远。我们以前没有处理这样一个问题的经验，特别是这样一个具有全球范围的问题，也没有处理它所造成的危险的经验。因此，这些危险似乎是抽象的，并且位于未来的某个不确定的点。吉登斯悖论由以下定理组成。我们可能会推迟对气候变化的充分应对，直到与之明确相关的重大灾难发生，但从定义上讲，到那时就太晚了，因为我们没有办法扭转温室气体的积累，而温室气体正在推动世界气候的转变。其中一些气体会在大气中存在几个世纪。
在《气候变化的政治》一书中，吉登斯把注意力放在了全球环境会议上，比如1997年的京都峰会，会上制定了一项协议，要求发达国家平均减排5.2%。《京都议定书》将成为国际法的一部分，占工业国家总排放量至少55%的发达国家必须签署。
在他的最新著作中，吉登斯又回到了2007年他在《全球化时代的欧洲》一书中讨论过的“全球化”这个主题在各种各样的文章中。在《动荡而强大的大陆:欧洲的未来如何?》,他讨论了欧盟在2007-2008年金融危机之后可能的未来。吉登斯以坚定的亲欧人士身份写作，但他承认，如果欧盟要避免停滞或更糟，就必须进行根本性改革。欧元的出现在欧元区国家之间引入了经济联邦制，因此也引入了整个欧盟。必须遵循某种形式的政治联邦制，即使本质上是有限的。改革必须赋予欧盟历史上大部分时期所缺乏的品质，但这些品质是欧盟未来所需要的，比如灵活而迅速的领导，以及公民更大程度的民主参与。然而，他也强调，欧盟“仍有可能在成员国无法控制的情况下，因一系列连锁反应而成立，甚至解体”。2014年12月，《动荡而强大的大陆》获得了欧洲图书奖，该奖项由来自许多不同国家的评审委员会颁发。
近年来，在继续追求早期作品的核心主题的同时，他开始专注于数位革命对世界社会和日常生活的影响。他认为，这场革命不能仅仅被认为是互联网的出现，尽管这是非同寻常的。更确切地说，数字革命是席卷全球的巨大变革浪潮，由互联网、机器人和超级计算机之间的相互联系所驱动。连接其他两者的是巨大的算法能力，数十亿已经拥有智能手机的人都可以使用。
吉登斯认为，这种革命的速度和全球范围在人类历史上是前所未有的，我们可能还处于它的早期阶段。许多人认为，数字革命主要产生了无尽的多样性，并正在瓦解现有的制度和生活模式。吉登斯强调，从一开始，它就与权力和大型结构联系在一起。它与美国的全球权力紧密相连，并具有实体形式，这取决于全球卫星系统和系统、地下电缆和超级计算机的集中。全球定位系统导航装置它起源于美国和当时的苏联之间的超级大国竞争。数字宇宙也由大众广告资助，并表达了大公司在世界经济中的主导地位。
数字革命是吉登斯最近关注的高机会、高风险社会出现的重要组成部分。例如，这种革命的出现保证了医学核心领域的根本性进步。无论是在我们的日常生活中，还是在我们社会的大型机构中，新的威胁和问题比比皆是。 世界各地的科学家可以用直接的方式相互交流。超级计算机和遗传学的重叠意味着基因结构可以瞬间解码，有望在攻克重大疾病方面取得巨大进展。通过远程监控和其他数字创新，医疗实践可能会发生转变。与此同时，数字革命与犯罪、暴力和战争的重叠是普遍和危险的。军用无人机只是数字革命与战争持续联系的一个例子。
人工智能的新发展看起来可能推动这些变化进入社会转型的新阶段，目前社会转型的轮廓仍然模糊不清，但看起来肯定相当深刻。 超级计算机在处理大量数据的能力方面变得越来越强大，而具有更大处理能力的量子计算机即将问世。 与此同时，深度学习——能够进行创新思维的人工神经网络——正在迅速发展。 关于人工智能能够与人类的智力能力相匹配甚至超越的程度，全世界都在争论不休。 吉登斯说，人工智能和地缘政治正在"随着变化的循环回到它的起源点"重新融合。与此同时,中国正在投入资源进一步发展人工智能,目前拥有世界上最先进的超级计算机。
吉登斯是英国上议院人工智能特别委员会的成员，该委员会于2018年4月发布报告。该委员会提出了各种改革建议，不仅适用于英国，而且可能适用于更广泛的地区。这些应该在一个共同的道德框架内进行，以指导政府和数字公司本身的干预。数字大公司的权力必须受到限制，并服从民主治理，尽管这种努力具有挑战性和问题。人工智能应该为了共同的利益而发展。它应该遵循透明和公平的原则，绝不能被赋予伤害人类行为者的自主能力。主要国家和跨国机构应努力确保将这些原则纳入它们自己的守则和做法，并在跨国一级适用。令人担忧的是，随着各国竞相在人工智能领域及其在各种武器上的应用方面取得领先地位，人工智能军备竞赛可能会发展起来。2017年，俄罗斯总统弗拉基米尔·普京在一次广为宣传的演讲中，谈到人工智能的进步时说，“谁成为这一领域的领导者，谁就将成为世界的统治者”。如果大国之间存在优势争夺，那么道德和安全问题可能会在优势争夺中被抛在一边，从而增加国际秩序中已经可见的压力和紧张。

## 荣誉
吉登斯于2004年6月16日被任命为终身贵族，名为“吉登斯男爵”，“来自恩菲尔德区”，并代表工党 (英国)在上议院任职。
他于1993年被选为欧洲科学院的成员。他也是美国艺术与科学院和中国社会科学院的研究员。.
1999年，他被葡萄牙政府授予航海家亨利王子大十字勋章。
2002年，吉登斯获得了阿斯图里亚斯公主奖和阿斯图里亚斯王子奖。
2020年6月，挪威奥斯陆大学宣布，吉登斯被授予阿恩·奈斯主席奖，以表彰他对环境问题和气候变化研究的贡献。之前的主席包括詹姆斯·洛夫洛克、大卫·斯隆·威尔逊和伊娃·乔利。
他还拥有多所大学的15个荣誉学位，包括最近获得的雅盖隆大学(2015年)、南澳大利亚大学(2016年)、伦敦大学金匠学院(2016年)和岭南大学 (香港)(2017年)的荣誉学位。

## 外部連結
- 紀登斯在倫敦政經學院官網的介紹（英文）
- Constitution of Society. Chapter 1
- 紀登斯語錄選 （页面存档备份，存于）（英文）

| 教育職務               | 教育職務                           | 教育職務               |
| ---------------------- | ---------------------------------- | ---------------------- |
| 前任者： 約翰·阿希沃斯 | 倫敦政治經濟學院院長 1997年–2003年 | 繼任者： 霍華德·戴維斯 |